# Universal Men
Albums de Juluka
African Litany
(1981)
Universal Men est le premier album du groupe sud-africain Juluka formé par Johnny Clegg et Sipho Mchunu, sorti en 1979.
Ce tout premier album, malgré l’acclamation des critiques, fut censuré en Afrique du Sud lors de sa sortie, encore sous la coupe de l'apartheid.

## Liste de pistes
| 1.    | Sky People                  | 05:08 |
| 2.    | Universal Men               | 04:46 |
| 3.    | Thula 'Mtanami              | 04:11 |
| 4.    | Deliwe                      | 05:21 |
| 5.    | Unkosibomvu-The Red King    | 05:05 |
| 6.    | Africa                      | 03:37 |
| 7.    | Uthando Luphelile           | 05:02 |
| 8.    | Old Eyes                    | 03:24 |
| 9.    | Inkunzi Ayihlabi Ingokumisa | 02:58 |
| 40:08 |                             |       |